# Liraglutida
Liraglutida (nome comercial Victoza do laboratório Novo Nordisk) é um fármaco sintético injetável aprovado pela EMEA em julho de 2009, pelo FDA e Japão em janeiro de 2010 e pela ANVISA em março de 2016, para controle glicêmico na diabetes do tipo 2 em adultos (não é tratamento de primeira linha para a doença). Trata-se de um análogo de GLP-1.

## Mecanismo de ação
Como análogo das incretinas, atua da mesma maneira que as incretinas naturais liberadas no intestino após a ingestão de alimentos. Estimula a liberação de insulina pelo pâncreas proporcional aos níveis de glicose. Mas também pode reduzir o glucagon caso este esteja elevado, em relação inversa à glicose. Desta forma caso a glicose do sangue esteja elevada o fármaco irá estimular a secreção da insulina e inibirá glucagon. Numa hipoglicemia, diminui a liberação de insulina e não afeta a liberação de glucagon.

## Riscos de uso
Não são conhecidos totalmente ainda no uso a longo prazo. Os ensaios clínicos existentes sugerem que o fármaco pode causar neoplasia da tireoide, aumento da calcitonina do sangue e bócio.

## Uso fora da prescrição
O medicamento foi capa da revista brasileira Veja (edição 2233) em 2011, com enfoque em seus efeitos emagrecedores. Na capa aparecia uma mulher obesa e a mesma mulher magra. No entanto, apesar da liraglutida gerar saciedade e promover redução de peso em diabéticos analisados por estudos, este tipo de uso ainda não é uma indicação aprovada pelos órgãos de fiscalização sanitária, não havendo ainda suficientes estudos científicos que avaliem riscos, efeitos colaterais importantes e o resultado a longo prazo deste medicamento em obesos sem diabetes tipo 2 ou pessoas sem esta doença.Além disso, as dosagens utilizadas foram calculadas tendo em vista o uso apenas por diabéticos tipo 2.
Estudos estão sendo realizados em diversas partes do mundo para estudar o uso do medicamento como redutor de peso. Estudos de fase I e II tiveram resultados satisfatórios.
Num estudo de fase II que envolveu 564 pacientes, com o uso de 1,2 mg de liraglutida, os pacientes perderam cerca de 4,8 kg em relação aos tratados com placebo. Outro grupo que recebeu uma dose de 3 mg  perdeu mais de 7 kg em relação aos que usaram placebo. O estudo durou 20 semanas.
Desde Março de 2016 que sob o nome Saxenda e também fabricado pela Novo Nordisk, a liraglutida (3mg) está aprovada pela ANVISA para perda de peso, como sacietógeno.